# Urbiztondo
Urbiztondo là một đô thị hạng 4 ở tỉnh Pangasinan, Philippines. Theo điều tra dân số năm 2007, đô thị này có dân số 43.430 người trong 7.339 hộ.

## Barangay
Urbiztondo được chia thành 21 barangay.
| - Angatel - Balangay - Batangcaoa - Baug - Bayaoas - Bituag - Camambugan - Dalangiring - Duplac - Galarin - Gueteb | - Malaca - Malayo - Malibong - Pasibi East - Pasibi West - Pisuac - Poblacion - Real - Salavante - Sawat |